# 拡大行列
数学の線型代数学の分野における拡大行列（かくだいぎょうれつ、英: augmented matrix）とは、二つの与えられた行列の列を組み合わせることで得られる行列で、それら各行列に対し同じ行基本変形を施すことを目的として構成される。
与えられた行列 A と B として
{\displaystyle A={\begin{bmatrix}1&3&2\\2&0&1\\5&2&2\end{bmatrix}},\quad B={\begin{bmatrix}4\\3\\1\end{bmatrix}}}
を考えるとき、その拡大行列 (A | B) は
{\displaystyle (A\mid B)=\left[{\begin{array}{ccc|c}1&3&2&4\\2&0&1&3\\5&2&2&1\end{array}}\right]}
として得られる。この種の行列は、線型方程式系を解く際に有用となる。
与えられた未知関数の数に対し、線型方程式系の解の数は、その系を表す行列の階数および対応する拡大係数行列の階数にのみ依存する。特に、ルーシェ＝カペリの定理によれば、任意の線型方程式系は、その拡大係数行列の階数が係数行列の階数よりも大きいとき、矛盾系（解を持たない）となる。一方、それら二つの行列の階数が等しいなら、その系は少なくとも一つの解を持つ。その解が一意的であるための必要十分条件は、その階数が系の変数の数と等しいことである。そのようにならない場合、その変数と階数の差を k として、系の一般解は k 個の自由パラメータを持つ。したがって、そのような場合には解が無限に存在する。
拡大行列はまた、単位行列と組み合わせることにより、逆行列を見つけるために用いられる。

## 例

### 逆行列
C を 2×2 の正方行列
{\displaystyle C={\begin{bmatrix}1&3\\-5&0\end{bmatrix}}}
とする。C の逆行列を見つける上で、はじめに 2×2 の単位行列 I を用いて拡大行列 (C | I) を作る。すると、行基本変形のみを行って (C | I) の C に対応する部分を単位行列へと変換することで、
{\displaystyle (C\mid I)=\left[{\begin{array}{cc|cc}1&3&1&0\\-5&0&0&1\end{array}}\right]}
{\displaystyle (I\mid C^{-1})=\left[{\begin{array}{cc|cc}1&0&0&-{\frac {1}{5}}\\0&1&{\frac {1}{3}}&{\frac {1}{15}}\end{array}}\right]}
が得られる。最終的に得られた拡大係数行列の右側の部分が、求める逆行列となっている。

### 解の存在と解の数
線型方程式系
x + y + 2z = 3
x + y + z = 1
2x + 2y + 2z = 2.
を考える。この係数行列は
{\displaystyle A={\begin{bmatrix}1&1&2\\1&1&1\\2&2&2\\\end{bmatrix}},}
であり、拡大係数行列は
{\displaystyle (A\mid B)=\left[{\begin{array}{ccc|c}1&1&2&3\\1&1&1&1\\2&2&2&2\end{array}}\right]}
である。これらは両方とも等しい階数 2 を持つため、系には少なくとも一つの解が存在する。さらに、その階数は未知関数の数 3 よりも少ないため、解は無限に存在する。
続いて、次の系
x + y + 2z = 3
x + y + z = 1
2x + 2y + 2z = 5
を考える。この係数行列は
{\displaystyle A={\begin{bmatrix}1&1&2\\1&1&1\\2&2&2\\\end{bmatrix}},}
であり、拡大係数行列は
{\displaystyle (A\mid B)=\left[{\begin{array}{ccc|c}1&1&2&3\\1&1&1&1\\2&2&2&5\end{array}}\right]}
である。この例において、係数行列の階数は 2 であるが拡大係数行列の階数は 3 であり、したがって系は解を持たないことが分かる。

### 線型系の解
線形代数学で用いられるように、拡大係数行列は、各方程式の係数と解ベクトルを表すために用いられる。方程式
{\displaystyle {\begin{aligned}x+2y+3z&=0\\3x+4y+7z&=2\\6x+5y+9z&=11\end{aligned}}}
の集合に対し、その係数および定数項は行列
{\displaystyle A={\begin{bmatrix}1&2&3\\3&4&7\\6&5&9\end{bmatrix}},\quad B={\begin{bmatrix}0\\2\\11\end{bmatrix}}}
によって表され、したがって拡大係数行列
{\displaystyle (A\mid B)=\left[{\begin{array}{ccc|c}1&2&3&0\\3&4&7&2\\6&5&9&11\end{array}}\right]}
が得られる。ここで係数行列の階数は 3 であり、拡大係数行列の階数と等しく、したがって系には少なくとも一つの解が存在することに注意されたい。さらに、その階数は未知関数の数と等しいために、解は一意的である。
その解を得るために、拡大係数行列の左側の部分を単位行列へと変換する行基本変形を行うことで
{\displaystyle \left[{\begin{array}{ccc|c}1&0&0&4\\0&1&0&1\\0&0&1&-2\\\end{array}}\right]}
が得られる。すなわち、(x, y, z) = (4, 1, -2) が求める系の解である。